# エドモンド・ロカール

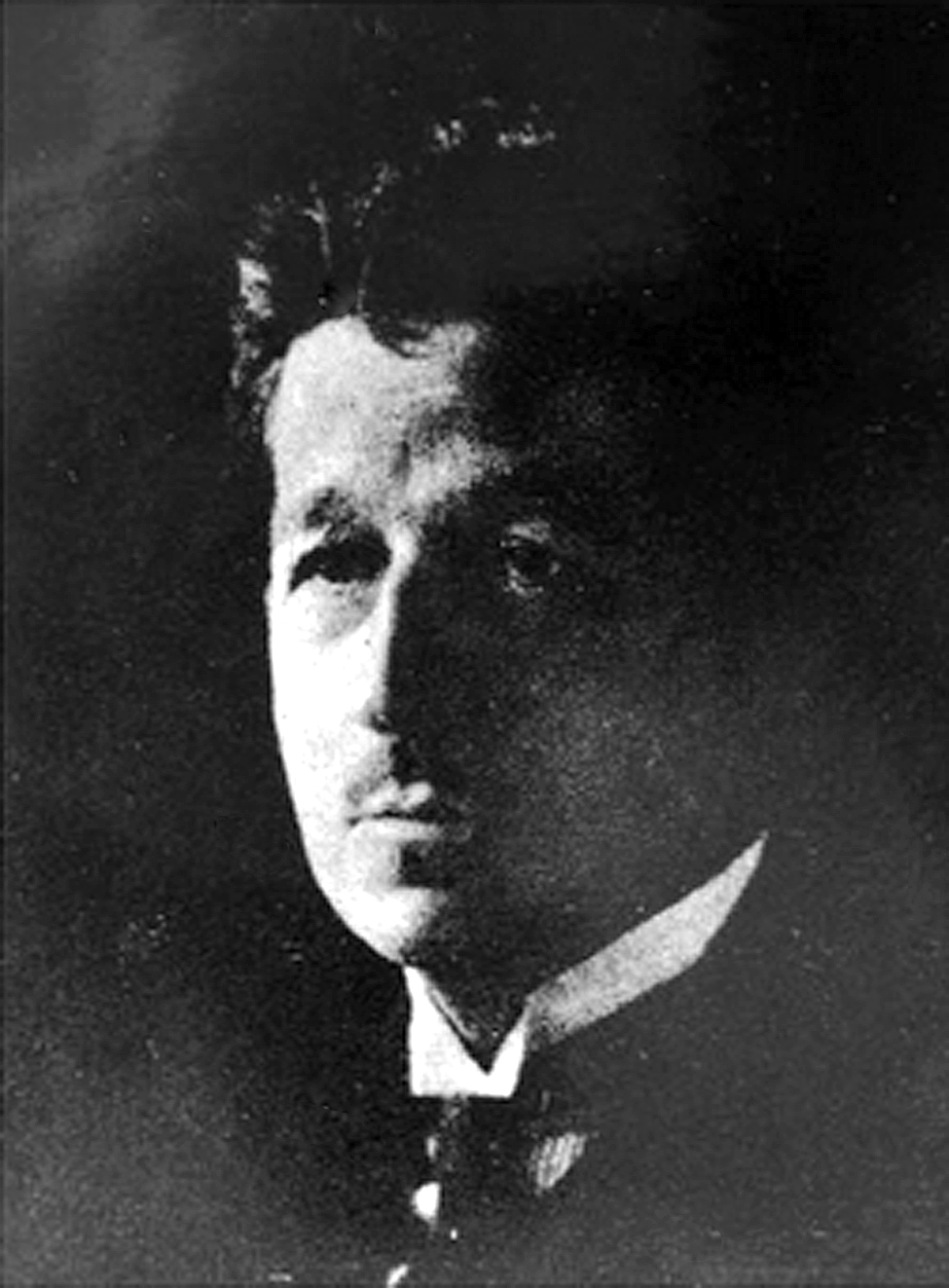
エドモン・ロカール

エドモン・ロカール博士（Edmond Locard、1877年11月13日 - 1966年5月4日）は犯罪学者で法科学を先駆けた人であり、フランスのシャーロック・ホームズとして知られている。「すべての接触には痕跡が残る」という法科学の基本的な原則を定義した。これはロカールの交換原理として知られている。
ロカールはリヨン大学で医学と法学を学び、最終的にアレクサンドル・ラカサーニュのアシスタントになり、犯罪学の教授になった。1910年までその職にあり、その間自身の犯罪研究所を設立した。歴史的な7冊の著作(Traité de Criminalistique I～VII)を発行し、1918年に指紋認証における12の要点を開発した。1966年に死去するまで自身の研究を続けた。
ロカールはリヨン警察の説得して2つの小部屋と2人のアシスタントを用意させることに成功し、初の警察研究所として活動を開始した。
後に探偵小説作家として有名となるジョルジュ・シムノンは若い頃に、いくつかのロカールの授業を1919年～1920年にかけて受けている。